# Clonostachys candelabrum
Clonostachys candelabrum är en svampart som först beskrevs av Hermann Friedrich Bonorden, och fick sitt nu gällande namn av Schroers 2001. Clonostachys candelabrum ingår i släktet Clonostachys och familjen Bionectriaceae.   Inga underarter finns listade i Catalogue of Life.